# 菟原郡
菟原郡（日语：／ Ubara gun */?）是過去位於兵庫縣東部的郡，已於1896年4月1日與菟原郡一同被併入武庫郡。
過去的範圍包括現在的蘆屋市全部地區和神戶市東灘區全部地區、灘區除西北角以外全部地區、中央區生田川以東區域。

## 歷史
在令制國時代屬於攝津國。過去的也曾使用過「宇波良」的漢字名稱。
19世紀末江戶時代結束之際，菟原郡大多地區屬於幕府和尼崎藩的領地，另有小部分地區屬於古河藩。
隨著1868年幕府的結束及接著實施的廢藩置縣政策，曾分別先後隸屬兵庫裁判所、兵庫縣、尼崎縣、古河縣，1871年全數被整併到兵庫縣內。
1879年實施郡區町村編制法，正式的設置了近代的行政區劃「菟原郡」，郡役所設於住吉村（位於現在的東灘區），1896年菟原郡被併入武庫郡。

### 沿革

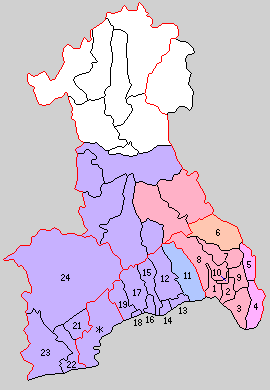
1889年菟原郡轄下的行政區劃
11.精道村 12.本山村 13.本庄村 14.魚崎村 15.住吉村 16.御影町 17.六甲村 18.都賀濱村 19.都賀野村
（紫色：現屬神戶市、青色：現屬蘆屋市

- 1889年4月1日：實施町村制，菟原郡下設：精道村[2]、本村、本山村（日语：本山村 (兵庫県)）、魚崎村（日语：魚崎町）、住吉村（日语：住吉村 (兵庫県)）、御影町（日语：御影町）、六甲村（日语：六甲村）、都賀濱村（日语：西郷町 (兵庫県)）、都賀野村。（1町8村）
- 1895年11月11日：都賀野村改名為西灘村（日语：西灘村）。
- 1896年4月1日：
  - 湊村、林田村和須磨村的池田地區被併入神戶市。
  - 菟原郡與八部郡一同被併入武庫郡。